# Libošovice
Libošovice település Csehországban, a Jičíni járásban. Libošovice Žďár, Mladějov, Dolní Bousov, Kněžmost, Troskovice, Vyskeř, Sobotka, Osek és Dobšín településekkel határos. Lakosainak száma 518 fő (2024. január 1.).

## Népesség
A település lakosságának változását az alábbi diagram mutatja:
| Lakosok száma | 1878 | 1765 | 1519 | 1091 | 613  | 451  | 510  | 501  | 512  | 518  |
|               | 1869 | 1890 | 1921 | 1950 | 1980 | 2001 | 2017 | 2019 | 2022 | 2024 |